# Puccinia pazschkei
Puccinia pazschkei ist eine Ständerpilzart aus der Ordnung der Rostpilze (Pucciniales). Der Pilz ist ein Endoparasit von Steinbrechen. Symptome des Befalls durch die Art sind Rostflecken und Pusteln auf den Blattoberflächen der Wirtspflanzen. Sie ist holarktisch verbreitet.

## Merkmale

### Makroskopische Merkmale
Puccinia pazschkei ist mit bloßem Auge nur anhand der auf der Oberfläche des Wirtes hervortretenden Sporenlager zu erkennen. Sie wachsen in Nestern, die als gelbliche bis braune Flecken und Pusteln auf den Blattoberflächen erscheinen.

### Mikroskopische Merkmale
Das Myzel von Puccinia pazschkei wächst wie bei allen Puccinia-Arten interzellulär und bildet Saugfäden, die in das Speichergewebe des Wirtes wachsen. Spermogonien und Aecien der Art sind nicht vorhanden. Gleiches gilt für Uredien des Pilzes. Die auf den Blattoberseiten der Wirtspflanzen wachsenden Telien der Art sind meist dunkelbraun und zunächst unbedeckt, später nackt. Sie stehen allein oder in losen Gruppen. Die hellbraunen Teliosporen sind zweizellig, in der Regel ellipsoid, leicht höckerig und 26–38 × 18 µm groß. Ihre Stiele sind farblos und kurz.

## Verbreitung
Das bekannte Verbreitungsgebiet von Puccinia pazschkei umfasst Nordamerika und Europa.

## Ökologie
Die Wirtspflanzen von Puccinia pazschkei sind verschiedene Steinbreche (Saxifraga spp.). Der Pilz ernährt sich von den im Speichergewebe der Pflanzen vorhandenen Nährstoffen, seine Sporenlager brechen später durch die Blattoberfläche und setzen Sporen frei. Die Art verfügt über einen mikrozyklischen Entwicklungszyklus, der nur Telien umfasst und ohne Aecien, Spermogonien und Uredien auskommt.